# Рудин, Яков Михайлович
Яков Михайлович Рудин (17 (30) мая 1900 года, Санкт-Петербург — октябрь 1941 года) — советский драматический актёр, участник дуэта Корф и Рудин; писатель-сатирик, драматург.

## Биография
Родился 17 (30) мая 1900 года в Санкт-Петербурге в 1900 году.
С 1916 по 1918 годы учился в музыкальном техникуме, работа в труппе Народного дома.
В 1918 году окончил Высшее театральное училище при Александринском театре.
С 1919 года работал в Государственном академическом театре драмы (нынешний Александринский театр).
В 1921 году переехал в Могилёв и поступил в Могилёвский театр. Затем перебирается в Москву.
В 1923 переехал в театр «Кривой Джимми».
С 1924 года — в Московском театре сатиры.

### Корф и Рудин
В конце 1920-х годов начинает постоянное сотрудничество с другим актёром Московского театра сатиры — Рафаилом Григорьевичем Корфом. Амплуа Корфа — комик, Рудину в дуэте часто достаётся роль резонёра. Сатирические и юмористические сценки создаются самими актёрами: ситуации придумывает Рудин, режиссирует Корф. Талант Рудина как драматурга вскоре выходит за рамки дуэта, и его сценарии разыгрывают другие эстрадные артисты, в том числе М. Миронова и В. Хенкин.
В 1930 году на сцене театра ставится спектакль «Довольно, бросьте!» с музыкой И. Дунаевского, соавтором которой был Рудин.
В 1933 году Рудин и Корф участвуют в создании спектакля «Вечер пародий и водевилей», в котором становятся соавторами А. Бонди, И. Ильфа и Е. Петрова.
В 1935 году в сборнике «Кажется, смешно» опубликован шуточный «Малый энциклопедический словарь МТС». Юмористические рассказы и фельетоны Рудина появляются в журнале «Крокодил».
В конце июня 1941 года, уже после начала Великой Отечественной войны, он пишет одноактную пьесу «На призывном пункте». А в июле Московский театр эстрады представляет премьеру спектакля «Очень точно, очень срочно», в котором Рудин и Корф выступает и как авторы, и как актёры.
В сентябре 1941 года Рудин и Корф отправляются на Западный фронт, чтобы выступать перед бойцами. Они попадают в окружение под Вязьмой и погибают. По легенде оккупанты повесили их вместе, есть версия, что это было в лагере в городе Ельня.

## Память
В 1965 году в Центральном доме актёра в Москве была открыта мемориальную доска с именами работников театров, погибших в Великой Отечественной войне, на которой есть имя Якова Михайловича Рудина.

## Роли
- Жилец (Типот В. Я. «Москва с точки зрения», 1924)
- Вивнев (Ардов В. Е., Никулин Л.В. «Таракановщина», 1928)
- Прибылев (Шкваркин В. В. «Чужой ребенок», 1934)
- Пашковский (Ардов В. Е. «Мелкие козыри», 1937)